# Radoslav Peković
Radoslav Peković (in serbo Радослав Пековић?; Novi Sad, 23 marzo 1994) è un cestista serbo.